# (538691) 2016 FW59
(538691) 2016 FW59 est un objet de la ceinture de Kuiper faisant partie des cubewanos.
Johnston pensait qu'il pourrait être en résonance 4:7 avec Neptune, avant de se raviser.

## Caractéristiques
(538691) 2016 FW59 mesure environ 270 kilomètres de diamètre.